# Salinas (tiểu vùng)
Salinas là một tiểu vùng thuộc bang Minas Gerais, Brasil. Tiều vùng này có diện tích 17837 km², dân số năm 2007 là 199364 người.